# Lisbeth Knudsen
 Der er for få eller ingen kildehenvisninger i denne artikel, hvilket er et problem. Du kan hjælpe ved at angive troværdige kilder til de påstande, som fremføres i artiklen.

Lisbeth Knudsen (født 7. juni 1953 på Frederiksberg) er strategisk direktør for Altinget og Mandag Morgen. Hun er tidligere ansvarshavende chefredaktør ved Berlingske, tidligere koncernchef for Berlingske Media og tidligere direktør og chefredaktør for Mandag Morgen. Lisbeth Knudsen har tidligere været nyhedsdirektør ved DR og ansvarshavende chefredaktør for Det Fri Aktuelt samt adm. direktør for A/S A-pressen. Fra 1. januar 2016 til 2019 var hun bestyrelsesformand for Det Kongelige Teater, udpeget af tidligere kulturminister Bertel Haarder (V).

## Baggrund og tidlig karriere
Lisbeth Knudsen er datter af fabrikant Svend Arne Knudsen (død 1982) og Ruth Buch (død 2019) og boede fra 1976 sammen med cand.jur. Peter Valenius indtil hans død i 2016.
Hun er journalist fra Danmarks Journalisthøjskole i 1975 og var i løbet af sin uddannelse praktikant på Berlingske Tidendes Christiansborgredaktion.
Hun var journalist på dette dagblad (1975-77), leder af den politiske redaktion (1977-84), Erhvervsredaktør (1984-88) og medlem af chefredaktionen (1986-90). Fra 1988 til 1990 var hun redaktør af Berlingske Søndag.
Fra 1990 til 1993 var hun administrerende chefredaktør på Det Fri Aktuelt og dets ansvarshavende chefredaktør 1993-98. I 1997 relanceredes avisen under sit gamle navn Aktuelt. Hun var samtidig i hele perioden administrerende direktør for A/S A-pressen.
Hun var samtidig medlem af bestyrelsen for Ritzaus Bureau, Danske Dagblades Forening, Dagspressens Finansieringsinstitut, Bladkompagniet, Dansk Sprognævn m.fl.
Fra 1998 til 2006 var hun nyhedsdirektør på DR.
Hun var samtidig medlem af bestyrelsen for Dansk Dataforening og EU-Kommissionens ekspertgruppe vedrørende informationssamfundets sociale og samfundsmæssige aspekter.
Fra april 2007 til oktober 2015 har hun været ansvarshavende chefredaktør på Berlingske Tidende. Fra november 2007 til oktober 2015 var hun koncernchef (CEO) for Berlingske Media samtidig med chefredaktør-posten.
Hun var i 16 år bestyrelsesformand for Danmarks Medie- og Journalisthøjskole udpeget af Undervisningsministeren.
Hun har fra 2014 - 2015 været medlem af det særlige Bo Smith-udvalg nedsat af Djøf om embedsmændenes rolle i det moderne demokrati.
Lisbeth Knudsen er medlem af bestyrelsen for Illum Fonden. Desuden er hun medlem af VL-gruppe 1, et netværk for virksomhedsledere fra både den private og offentlige sektor.
Nuværende bestyrelsesposter: 
- Bestyrelsesformand for Odense Symfoniorkester
- Bestyrelsesformand for arkitektfirmaet Rønnow, Leth og Gori
- Bestyrelsesformand for Dansk Selskab for Virksomhedsledelse (VLgrupperne)
- Bestyrelsesformand for Foreningen TjekDet - National portal for bekæmpelse af fake news
- I bestyrelsen for NIRAS Group A/S, kommunikationsmuseet ENIGMA og Illum Fonden
- Formand for Demokratikommissionen og formand for priskomiteen for Transparency Internationals Åbenhedspris.

## Tidligere bestyrelsesposter i perioden 2007-2015
- Infomedia A/S – bestyrelsesformand – tidl. Bestyrelsesmedlem
- Den Berlingske Fond - bestyrelsesformand
- Radio24syv – bestyrelsesformand
- Radio POPFM – bestyrelsesformand
- Berlingske Avis Tryk – bestyrelsesformand
- Sjællandske Avis tryk – bestyrelsesformand
- Trykkompagniet – bestyrelsesformand
- Berlingske af 2007 – bestyrelsesformand
- Weekendavisen A/S – bestyrelsesformand
- Marketsquare – bestyrelsesmedlem
- Netdoktor – bestyrelsesmedlem
- Syddanske Medier – bestyrelsesmedlem

- Danske Medier – bestyrelsesformand – tidl. bestyrelsesmedlem
- Danske Medier Arbejdsgiverforening - bestyrelsesmedlem
- Huset Markedsføring – bestyrelsesmedlem
- Anders Bording pris komiteen – formand

## Bestyrelseshverv før 2007
- Ritzau – bestyrelsesmedlem
- Dansk IT – bestyrelsesmedlem
- Bladkompagniet – bestyrelsesmedlem
- Dagspressens Finansieringsinstitut- bestyrelsesmedlem
- Dansk Sprognævn – medlem af repræsentantskabet

## Tidligere tillidshverv
- Medlem af EU-Kommissionens “High level Expert Group on Social and Economic consequences of the digital society”
- Medlem af det sa kaldte Lone Dybkjær udvalg om ”Det digitale Danmark”.
- Medlem af Mediekommissionen.

## Aftryk på DR
- DR Nyheder lanceres som samlingspunkt for alle nyhedsplatforme.
- Ansvarlig for både nyheder, sport og magasinprogrammer.
- Gennemførelse af digitalisering af hele nyhedsområdet
- Etablering af DRs første nyheder online.
- Digitalisering af DR's arkiver.

I 2006 forlod Lisbeth Knudsen DR efter om omorganisering, der betød nedlæggelse af nyhedsdirektørstillingen. Hun blev tilbudt en stilling som kommunikationsdirektør men afslog.

## Bøger
- Biografi om Lisbeth Knudsen - "Lisbeth Knudsen" skrevet af Susanne Bernth. Forlaget Gyldendal. (2015)
- Biografi om Lisbeth Knudsen - "I journalistikkens tjeneste"- En bog om Lisbeth Knudsen. Redigeret af Mark Hammerich; Tom Jensen; Jesper Beinov; Jens Grund. København : Berlingske Medias forlag (2013).
- "Min bedstemors historie - redigeret af Liv Thomsen, Thanning og Appel (2007)
- "Skilleveje", Bo Østlund, forlaget Heatherhill, (2006).
- "Modne Kvinder", Bo Østlund, forlaget Heatherhill, (2017)

Desuden bidrag til ledelsesbøger m.v.